# Schmitten (Hochtaunus)
Schmitten (Hochtaunus) este o comună din landul Hessa, Germania.

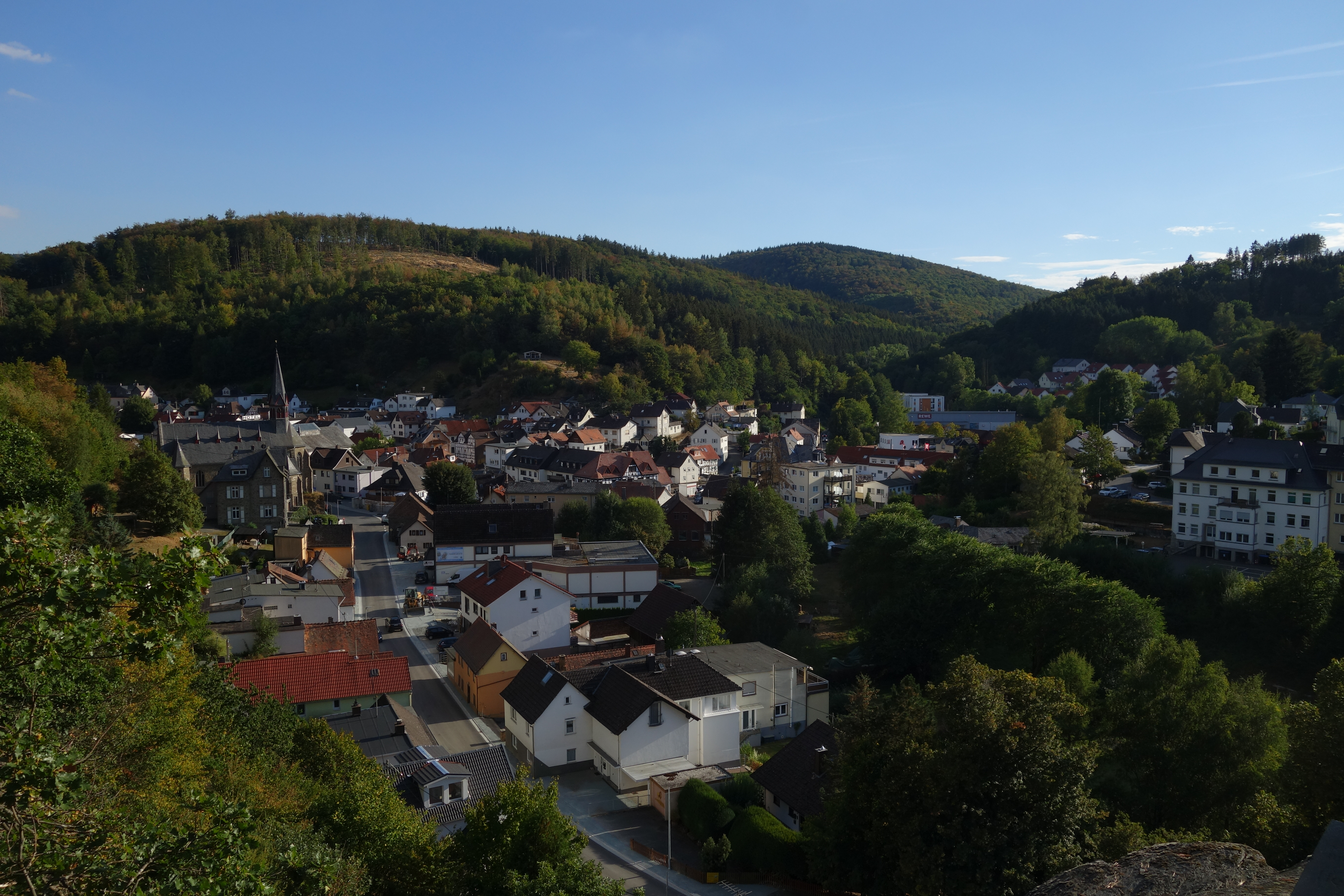
Vedere peste Schmitten

## Personalități născute aici
- Anton Raky (1868 - 1943), inginer, om de afaceri, care a locuit o perioadă în România.

1. ↑  Alle politisch selbständigen Gemeinden mit ausgewählten Merkmalen am 31.12.2018 (4. Quartal) (în germană), Statistisches Bundesamt[*], arhivat din original la 10 martie 2019, accesat în 10 martie 2019